# Wyeomyia sabethea
Wyeomyia sabethea är en tvåvingeart som beskrevs av Lane och Cerqueria 1942. Wyeomyia sabethea ingår i släktet Wyeomyia och familjen stickmyggor. Inga underarter finns listade i Catalogue of Life.